# Ivica Vastić

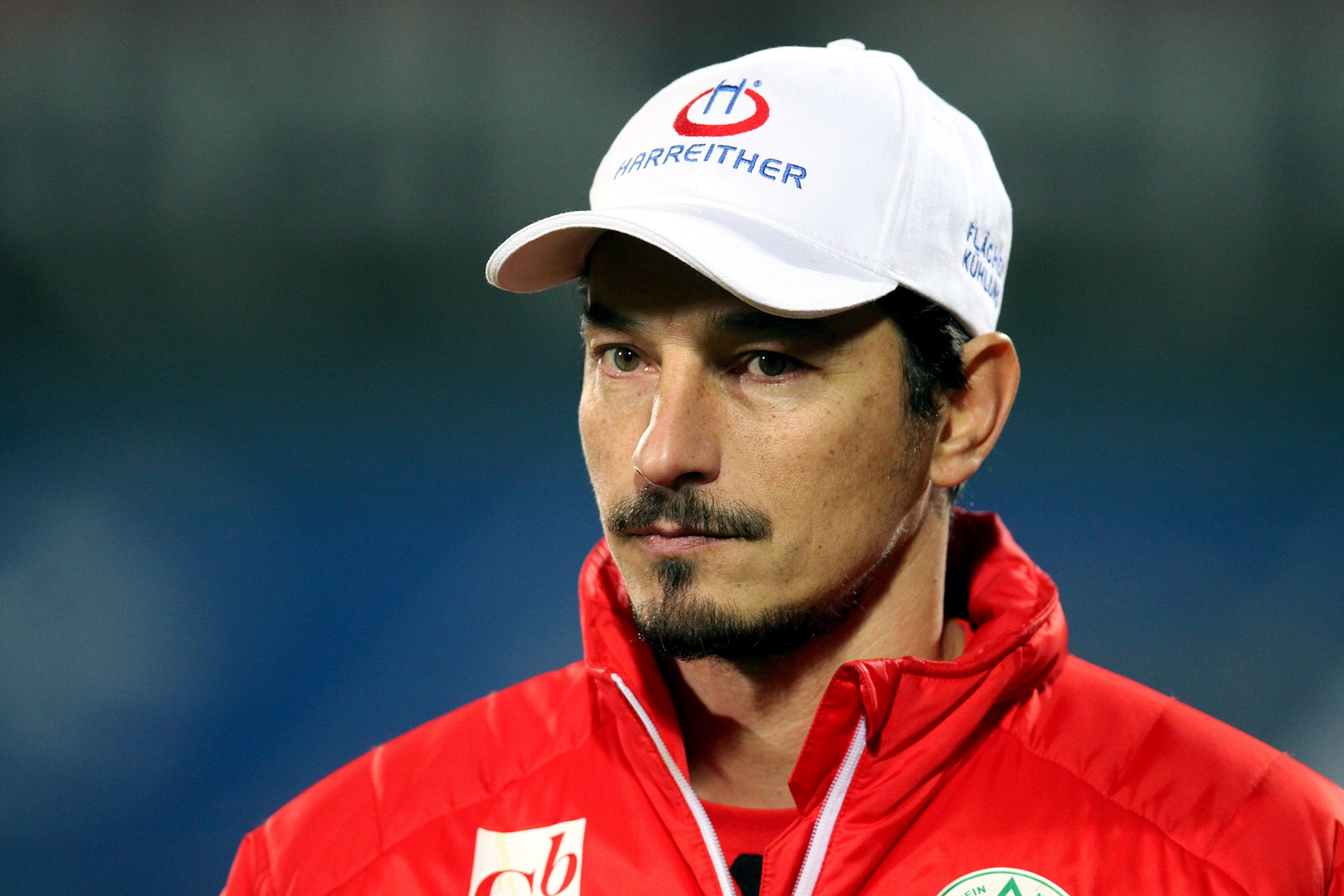
Ivica Vastić als Trainer der SV Mattersburg

Ivica „Ivo“ Vastić [iˈvɪtsa ˈvastɪtʃ] (* 29. September 1969 in Split, SR Kroatien, SFR Jugoslawien) ist ein ehemaliger österreichischer Fußballspieler und nunmehriger -trainer kroatischer Herkunft.

## Karriere

### Spieler
Ivica Vastić wuchs in Split auf und lernte dort das Handwerk des Schiffbaus. Durch seine Begabung wurde der kroatische Großklub Hajduk Split auf ihn aufmerksam. Vastić wollte jedoch keinen Vertrag, da er fürchtete, in die zweite Auswahl abgeschoben zu werden, und so spielte er zunächst beim kleineren RNK Split. 1991, als Kroatien sich nach der Unabhängigkeit im Krieg befand, kam er durch Kontakte seines Vaters nach Wien und spielte dort ein Jahr lang für die Vienna in der 1. Division. Der Techniker konnte bald auf seine Fähigkeiten aufmerksam machen, und 1992/93 beim VSE St. Pölten bereits 18 Saisontreffer in der 1. Division erzielen. Es folgte ein Wechsel zum damaligen österreichischen Spitzenklub FC Admira/Wacker, von wo er nach nur einer halben Saison vom MSV Duisburg im Jänner 1994 in die deutsche Fußball-Bundesliga geholt wurde.
Im Sommer 1994 wurde Vastić von SK Sturm Graz in die österreichische Liga zurückgeholt, wo er seine größten Erfolge feierte. Als Kapitän, Spielmacher und Torjäger wurde er mit dem SK Sturm unter Trainer Ivica Osim zweimal Österreichischer Meister, dreimal ÖFB-Cupsieger und dreimal Supercupsieger. Außerdem qualifizierten sich die Grazer dreimal hintereinander für die Champions League (1998 bis 2000), davon in der Saison 2000/01 sogar für die 2. Gruppenphase. In dieser Zeit wurde Vastić mehrmals zu Österreichs Fußballer des Jahres gewählt. 1996 und 2000 wurde er österreichischer Torschützenkönig. Gemeinsam mit Hannes Reinmayr und Mario Haas bildete er, das damals bei Sturm Graz berühmte, Magische Dreieck.
Ivica Vastić wurde zwar bereits einmal in das kroatische Nationalteam einberufen, aber nicht eingesetzt, sodass er nach Annahme der österreichischen Staatsbürgerschaft 1996 für Österreich debütieren konnte. Sein erstes Spiel bestritt er am 27. März beim 1:0-Sieg gegen die Schweiz, sein erstes Tor gelang ihm im fünften Einsatz gegen Estland. Er nahm an der Fußball-Weltmeisterschaft 1998 teil und schoss dort im zweiten Vorrundenspiel gegen Chile in der Nachspielzeit das Tor zum 1:1. Ivica Vastić war bis 2002 Stammspieler im Team, ehe er sich zu seinem Karriereausklang zu einem Wechsel nach Japan zu Nagoya Grampus Eight entschloss. 2003 kam er wieder zurück nach Österreich und spielte zwei Saisonen beim FK Austria Wien, mit dem er 2005 erneut ÖFB-Cupsieger wurde. Während seiner Austria-Zeit gab er auch ein Comeback in der Nationalmannschaft, da der Teamchef Hans Krankl für die WM-Qualifikation '06 auf den Routinier setzte. Eine tragende Figur spielte Vastić beim 2:0-Auswärtssieg gegen Wales.
Nachdem der Vertrag bei der FK Austria Wien nicht verlängert worden war, unterschrieb er am 30. Mai 2005 einen Vertrag beim zweitklassigen LASK. Als Kapitän führte er die Mannschaft 2005/06 auf den zweiten Tabellenrang, wurde mit 19 Toren Schützenkönig und zum besten Spieler in der Ersten Liga gewählt. In der Saison 2006/07 gelang ihm mit dem LASK der Aufstieg in die Bundesliga, er selbst wurde abermals Torschützenkönig (23 Tore) und bester Spieler. Die Saison 2007/08 beendete der LASK als sechster der Bundesliga und Vastić war mit 13 Treffern drittbester Torschütze. Am 28. Mai 2008 wurde er von Josef Hickersberger in den Kader für die Europameisterschaft 2008 berufen. Als ältester Spieler des Bewerbs kam er beim sieglosen Vorrundenaus zu zwei Einsätzen. Im Duell gegen Polen erzielte er den Ausgleich per Elfmeter zum 1:1-Endstand und somit das einzige österreichische Tor des Turniers. Es war das erste Tor der österreichischen Nationalmannschaft bei einer Europameisterschaftsendrunde. Vastić war mit 38 Jahren und 257 Tagen, bis er 2024 durch einen Treffer des 38 Jahren und 289 Tagen alten Luka Modrić abgelöst wurde, der älteste Torschütze bei einer EM-Endrunde.
Am 18. Mai 2009 gab Vastić mit Ende der Saison 2008/09 seinen Rücktritt als aktiver Spieler bekannt. Beim Heimspiel in der vorletzten Runde beendete er seine Profikarriere. Das Spiel endete mit einem 4:0-Sieg über Austria Wien; Vastić erzielte dabei den 1:0-Führungstreffer durch einen Freistoß. Am letzten Spieltag trat er nicht mehr an, da er seine Karriere mit einem Heimspiel beenden wollte.

### Trainer
Nachdem Vastić seine aktive Fußballerkarriere beendet hatte, wollte ihn der LASK als neuen Co-Trainer sowie als Jugendtrainer engagieren. Vastić jedoch lehnte ab. Er war in der Saison 2009/10 Chefcoach des Regionalligisten FC Waidhofen/Ybbs und wurde mit dem Club in jener Saison Meister der Regionalliga Ost.
Danach betreute Vastić die Amateure des FK Austria Wien nach dem Zwangsabstieg in der drittklassigen Regionalliga Ost. Am 21. Dezember 2011 wurde Vastić als Nachfolger von Karl Daxbacher bis zum Ende der Saison 2011/12 zum neuen Cheftrainer der Austria-Kampfmannschaft bestellt. Vastićs Vertrag wurde bereits am Saisonende in beiderseitigem Einvernehmen nicht verlängert. Der Traditionsverein hatte nur den vierten Platz belegt und konnte sich erstmals seit der Saison 2000/2001 nicht für den Europacup qualifizieren.
Am 20. Dezember 2013 wurde er als neuer Cheftrainer des Zweitligisten SV Mattersburg vorgestellt. Nachdem er in der Saison 2013/14 in der Ersten Liga den Klassenerhalt geschafft hatte, wurde sein Vertrag um eine weitere Saison verlängert. In der darauffolgenden Saison wurde er mit den Burgenländern Meister und schaffte somit den Aufstieg in die Bundesliga. In der Winterpause der Saison 2016/17 wurde Vastić entlassen. Mattersburg stand zu jenem Zeitpunkt auf einem Abstiegsplatz.
Im Februar 2018 wurde er als neuer Trainer der U-16-Mannschaft des FK Austria Wien vorgestellt. Im Sommer 2020 wurde er durch Mark McCormick abgelöst und ist seitdem (Stand: Februar 2022) als Individualtrainer an der Akademie der Wiener tätig und dabei speziell für die Stürmer zuständig.

## Privates

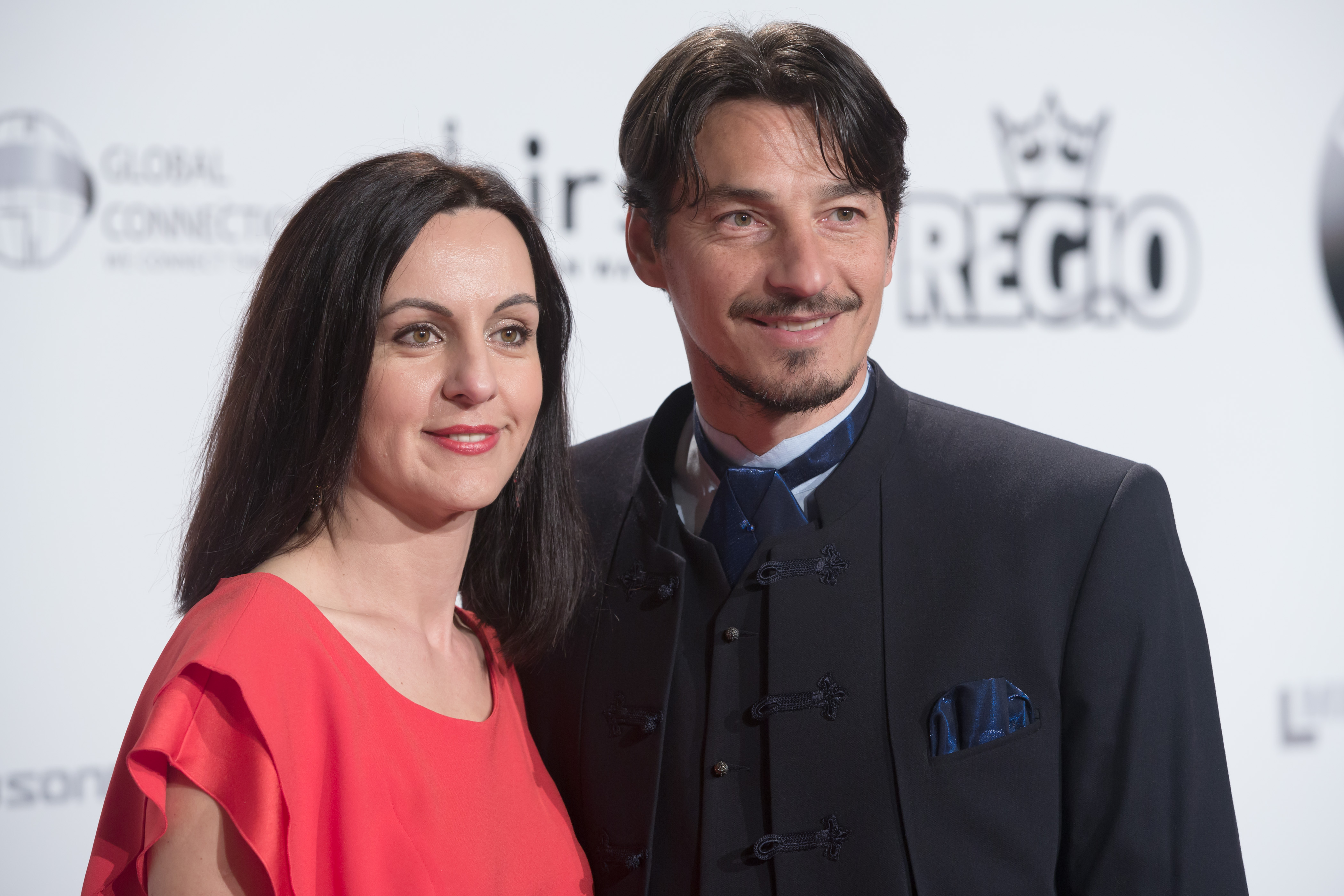
Anni und Ivica Vastić (2015)

Vastić ist seit 1996 österreichischer Staatsbürger, seit den 1990ern mit seiner Jugendliebe Anni verheiratet und Vater von drei Kindern. Sein ältester Sohn Toni ist ebenfalls Fußballspieler. Er spielte als Stürmer in diversen österreichischen Nachwuchsnationalteams bis zur U-21. Das jüngste Kind, Tin (* 2001), tritt ebenfalls als Fußballspieler in Erscheinung und kommt seit 2021 zu regelmäßigen Einsätzen im Herrenfußball. Stand 2024 spielen beide Brüder beim sechstklassigen SV Sieghartskirchen. Das mittlere Kind, Lara, studierte von 2014 bis 2019 an der Wirtschaftsuniversität Wien und ist seit ebendieser Zeit auch bei Rheinmetall MAN Military Vehicles am Standort Gießhübl beschäftigt.
Vastić arbeitete gemeinsam mit der österreichischen Kinderbuchautorin Karin Ammerer an dem Buch Gemeinsam gewinnen wir! Fußball verbindet, welches im August 2009 erschienen ist. Die Geschichte erzählt vom Versuch eines Trainers, aus österreichischen und ausländischen Kindern eine Fußballmannschaft zu formen.

## Erfolge

### Als Spieler
- Vereinstitel
  - 2 × Österreichischer Meister: 1998, 1999
  - 4 × Österreichischer Cupsieger: 1996, 1997, 1999, 2005
  - 3 × Österreichischer Supercup-Sieger: 1996, 1998, 1999
  - 3 × Österreichischer Vizemeister: 1995, 1996, 2000
  - 1 × Österreichischer Zweitligameister: 2007 (Erste Liga)
- Persönliche Erfolge
  - 2 × Österreichischer Torschützenkönig: 1996 (20 Tore), 2000 (32 Tore)
  - 2 × Torschützenkönig der Ersten Liga: 2006 (19 Tore), 2007 (23 Tore)
- Persönliche Ehrungen
  - 1 × Krone-Fußballer des Jahres: 1999
  - 4 × APA-Fußballer des Jahres: 1995, 1998, 1999, 2007
  - 1 × VdF-Fußballer des Jahres in der Bundesliga: 2000
  - 2 × VdF-Fußballer des Jahres in der Ersten Liga: 2006, 2007
- Nationalmannschaft
  - Teilnahme an der Weltmeisterschaft 1998: Gruppenphase (Besten 32)
  - Teilnahme an der Europameisterschaft 2008: Gruppenphase (Besten 16)
  - 50 Spiele und 14 Tore für die österreichische Nationalmannschaft

### Als Trainer
- 1 × Meister Regionalliga Ost: 2010 (FC Waidhofen/Ybbs)
- 1 × Meister Erste Liga: 2015 SV Mattersburg